# فرژوس
شهر فرژوس (به فرانسوی: Fréjus) در شهرستان ور در ناحیه پروانس-آلپ-کوت دازور با جمعیت ۵۱٬۵۳۷ نفر در کشور فرانسه واقع شده‌است